# Laukahi
Laukahi (en népalais : लौकही) est un comité de développement villageois du Népal situé dans le district de Sunsari. Au recensement de 2011, il comptait 5 038 habitants.